# Chthonius microphthalmus
Chthonius microphthalmus är en spindeldjursart som beskrevs av Simon 1879. Chthonius microphthalmus ingår i släktet Chthonius och familjen käkklokrypare. Inga underarter finns listade i Catalogue of Life.